# 齊藤麻利
齊藤 麻利（さいとう まり、1986年12月29日 - ）は、日本の女優である。所属芸能事務所は、ネオ・エージェンシー。

## 人物
1986年12月29日、山梨県出身。東京フィルムセンター映画・俳優専門学校（現・東京放送芸術&映画・俳優専門学校）卒業。血液型はAB型。身長は159cm。

## 出演

### 映画
- 「ごめん。」(2006年) 主演
- 「街」(2006年) 女1役
- 「限りなく果てしない場所で生きるためのビデオ」(2006) 主演 アキノ役
- 「MY IMMORTAL」(2006) 心の闇役
- 「闇に消えたこうもり」(2007) 主演
- 「エレベーター」(2007) 主演 ユウコ役
- 「SHOW Make」(2007) ローズ役
- 「目覚めに聴こえるあなたの唄声」(2008) ナース役
- 「SHUGA利己主義」(2008) 主演 桜井美紗子役
- 「木更津グラフィティ Vol.2」(2010) 早苗役
- 「プラチナデータ」(2013年)

### テレビ
- 東海テレビ 連続ドラマ 「毒姫とわたし」(2011年)
- WOWOW ドラマWスペシャル 「尾根のかなたに 〜父と息子の日航機墜落事故〜」(2012年)
- 日本テレビ 「超再現!ミステリー－毒－」(2012年) 春峰由佳里役
- 東海テレビ 連続ドラマ 「潔子爛漫〜きよこらんまん〜」(2013年)

### CM
- 「シュガーレディ - みんなの笑顔篇」
- 「みんなのGOLF5 - みんなの純一篇」

### プロモーションヴィデオ
- 「remenberance」伊藤史絵 (DEVICATION RECORDS)
- 「killer smile」VELTPUNCH (EVOL RECORDS)

### 舞台
- 「voyage」(2007) 悪魔役
- 「Chape Diem」(2008) 森山玲子役
- 「ちはやぶる神の国〜異聞・本能寺の変〜」(2014) - 演劇集団アトリエエッジ

### 受賞
- 第11回湖衣姫コンテストグランプリ - 準グランプリ(2014)[2]